# Chéraga (Algérie)
Pour les articles homonymes, voir Chéraga.
Chéraga, anciennement Chéragas, est une commune de la wilaya d'Alger en Algérie, située dans la banlieue Ouest d'Alger.

## Géographie

### Situation
La commune de Chéraga est située au nord-ouest de la wilaya d'Alger, à environ 10 km à l'ouest d'Alger.
| Mer Méditerranée | Aïn Benian  | Beni Messous |
| Staoueli         | Chéraga     | Dely Ibrahim |
| Staoueli         | Ouled Fayet | Dely Ibrahim |

### Localités
- Chef-lieu : Chéraga
- Agglomérations secondaires : Bouchaoui, Les Dunes, Sidi Hassan, El Karia

### Voies et moyens de communications

#### Routes
Chéraga est desservie par deux échangeurs de la rocade sud d'Alger et constitue le point de départ de la rocade ouest. est desservie par plusieurs routes nationales:
Elle est traversée par les routes nationale N11 et N41.

#### Transport public
La commune est liée par plusieurs lignes de transport urbain privées et publiques :
- 4 lignes publiques de l'ETUSA : 3 (Chevalley - Souidania), 56 (Chevalley - Zéralda), 57 (Chevalley - Ouled Fayet), 120 (Chaïbia - Aïn Benian)
- Le transport privé est assuré vers plusieurs localités : El Achour, Ben Aknoun, Ouled Fayet, Douera ,  Aïn Benian, Staoueli, Zéralda, Koléa, Dely Ibrahim, Bab El Oued, Beni Messous, Tafourah (Alger-Centre).

## Histoire
Territoire habité par les tribus Chéragas, le village qui porte le même nom que la tribu sera construit sur les terres qui leur ont été saisies à partie du décret de création du 22 août 1842. Le village faisait partie de la commune de Dely Ibrahim jusqu'à ce qu'il soit érigé en commune de plein exercice en 1856.
En 1886, lui sont soustraits les territoires de Staoueli et Zéralda.
En 1963, Beni Messous, arrondissement urbain de la ville d'Alger et la commune d'Ouled Fayet fusionnent avec elle. En 1984, Beni Messous et Ouled Fayet reprennent leur indépendance.

## Démographie
| 1867  | 1884  | 1892  | 1902  | 1912  | 1923  | 1936  | 1954  | 1960   |
| ----- | ----- | ----- | ----- | ----- | ----- | ----- | ----- | ------ |
| 1 059 | 1 681 | 2 195 | 2 460 | 3 166 | 4 091 | 5 807 | 6 751 | 11 170 |

| 1966   | 1977   | 1987   | 1998   | 2008   | - | - | - | - |
| ------ | ------ | ------ | ------ | ------ | - | - | - | - |
| 18 912 | 32 449 | 33 407 | 60 374 | 80 824 | - | - | - | - |

## Sport
- Club de football de Jeunesse sportive madinet Chéraga (JSMC), créé en 1940.
- Club de football de l'Union sportive madinet Chéraga (USMC), créé en 1993.
- Club de football de l'Union sportive Djaâfar Slimane Chéraga (USDSC), créé en 1999.
- Club de football de Nadi Riadhi Bouchaoui (NRB).
- Club de football de l'union sportive de Baladiet Chéraga (USBC), créé en 2008

## Lieux principaux
- Centre commercial El Qods[6]
- Cinema El-Sahel
- Garden city Chéraga[7]
- Parc Dounia